# Дитячий пісенний конкурс Євробачення 2012
Дитя́чий пісе́нний ко́нкурс Євроба́чення 2012 — десятий, ювілейний дитячий пісенний конкурс Євробачення, що відбувся 1 грудня 2012 року в столиці Нідерландів Амстердамі, в арені Heineken Music Hall. Переможцем цього року стала Анастасія Петрик (Україна) з піснею «Небо», набравши 138 балів.
Нідерланди приймали цей конкурс вдруге після 2007 року, коли він відбувся в Роттердамі.

## Вибір країни-організатора
З 23 травня 2011 року по жовтень тривав прийом заявок від країн на проведення Дитячого пісенного конкурсу Євробачення 2012. Раніше було оголошено що прийом заявок на проведення конкурсу буде відбуватися до 18 листопада 2011 року. В інтерв'ю сайту esckaz.com супервайзер конкурсу Сітце Баккер заявив що країна організатор конкурсу буде оголошена до конкурсу 2011 року.
11 жовтня 2011 під час засідання організаційної ради конкурсу була оголошена країна-організатор Дитячого пісенного конкурсу Євробачення 2012 — це Нідерланди.
Ми плануємо залучити більшу кількість учасників, але провести конкурс в тіснішому колі… …Ми впевнені в тому, що вони зможуть організувати шоу на чудовому рівні.— Супервайзер Junior Eurovision Song Contest Сітце Баккер
Також залишаються невідомими країни, які боролися за право провести конкурс 2012 року.
27 лютого 2012 року під час засідання організаційної ради конкурсу Європейська мовна спілка та мовник-організатор AVRO офіційно оголосили що конкурс 2012 року відбудеться в Амстердамі 1 грудня 2012 року.

## Дати проведення засідань організаційної ради конкурсу[5]
| Дата засідання | Подія | Місто та країна проведення |
| -------------- | --- | -------------------------- |
| 27 лютого 2012 | Були офіційно оголошені дата фіналу, місто та арена проведення конкурсу а також ведучі конкурсу.                                                                | Гілверсум, Нідерланди      |
| 11 червня 2012 | Стануть відомі організаційні моменти конкурсу. | Гілверсум, Нідерланди      |
| 2 липня 2012   | Планується оголошення офіційної кількості країн-учасниць конкурсу, візуального дизайну конкурсу, та можливо стануть відомі інші організаційні моменти конкурсу. | Гілверсум, Нідерланди      |

## Ведучі конкурсу
27 лютого 2012 року Європейська мовна спілка та мовник-організатор AVRO офіційно оголосили ведучих конкурсу 2012 року, таким чином фінал конкурсу проведуть Евоут Генеманс та Кім-Ліан Ван Дер Мей.
Евоут Генеманс є відомим співаком, актором, ведучим та телепродюсером в Нідерландах. У 2004 році він грав роль у дитячому серіалі «Zoop». Після акторської роботи він почав кар'єру ведучого. Евоут є ведучим більшості дитячих телепрограм, серед них «Willem Wever» та «Museumbende». У 2011 році він був ведучим фіналу національного відбору Нідерландів на Дитячий пісенний конкурс Євробачення — «Junior Eurovisiesongfestival».
Кім-Ліан Ван Дер Мей є музичною актрисою в Нідерландах, а прихильники Дитячого Євробачення повинні її пам'ятати, оскільки вона разом з Сіпке Ян Бусема була ведучою пісенного конкурсу Дитяче Євробачення 2007 який відбувався у Роттердамі.

## Учасники
На даний час Європейська мовна спілка ще не розпочала прийом заявок від країн на участь у конкурсі і країни, що бажають взяти участь у конкурсі, повинні подати заявку на участь до засідання організаційної ради конкурсу, що відбудеться 2 липня 2012 року. Якщо буде мала кількість країн, що бажають взяти участь у конкурсі, не виключено що буде доприйом заявок на участь до середини жовтня 2012 року. Офіційно заявили про свою участь у конкурсі 12 країн.
- Бельгія,
- Білорусь,
- Росія,
- Україна,
- Грузія,
- Вірменія,
- Азербайджан
- Ізраїль,
- Албанія,
- Нідерланди,
- Швеція,
- Молдова.

### Відмова
- Болгарія — невдалі виступи за останні роки;
- Македонія — за словами голови делегації Раде Спасковскі, «цей захід не входить в фінансовий план національного мовника, затверджений на цей рік»;
- Литва — через бюджетні складності національного мовника;
- Латвія — через бюджетні складності національного мовника.

| №  | Країна      | Участь (остання) | Артист (гурт)    | Пісня                         | Переклад                | Мова виконання                           | Бали | Місце |
| -- | ----------- | ---------------- | ---------------- | ----------------------------- | ----------------------- | ---------------------------------------- | ---- | ----- |
| 01 | Білорусь    | 2011             | Єгор Жешко       | A more-more                   | А Море-Море             | Російська                                | 56   | 9     |
| 02 | Швеція      | 2011             | Лова Сьоннербо   | Mitt mod                      | Моя сміливість          | Шведська                                 | 70   | 6     |
| 03 | Азербайджан | Дебют            | Омар та Суада    | Girls & Boys (Dünya Sənindir) | Дівчата та хлопці       | Азербайджанська, англійська              | 49   | 11    |
| 04 | Бельгія     | 2011             | Фабіан           | Abracadabra                   | Абракадабра             | Нідерландська                            | 72   | 5     |
| 05 | Росія       | 2011             | Лєріка           | Sensation                     | Сенсація                | Російська, англійська                    | 88   | 4     |
| 06 | Ізраїль     | Дебют            | Kids.il          | Let the music win             | Музика перемагає        | Іврит, англійська, французька, російська | 68   | 8     |
| 07 | Албанія     | Дебют            | Ігзідора Г'єта   | Kam një këngë vetëm për Ju    | У мене є пісня для тебе | Албанська                                | 35   | 12    |
| 08 | Вірменія    | 2011             | Compass Band     | Sweetie Baby                  | Люба крихітка           | Вірменська, англійська                   | 98   | 3     |
| 09 | Україна     | 2011             | Анастасія Петрик | Nebo                          | Небо                    | Українська, англійська                   | 138  | 1     |
| 10 | Грузія      | 2011             | The Funkids      | Funky lemonade                | Веселий лимонад         | Грузинська                               | 103  | 2     |
| 11 | Молдова     | 2011             | Деніс Мідоне     | Toate vor fi                  | Все має бути чудово     | Молдавська, англійська                   | 52   | 10    |
| 12 | Нідерланди  | 2011             | Фемке            | Tik Tak Tik                   | Тік Так Тік             | Нідерландська                            | 69   | 7     |

Таким чином в конкурсі вперше за 10 років перемогла Україна з результатом в 138 балів. Анастасія Петрик з піснею «Небо» отримала 12 балів одразу від восьми держав, а саме від: Вірменії, Білорусі, Бельгії, Ізраїлю, Молдови, Росії, Швеції, Нідерландів, дві десятки від дитячого журі та Грузії, одну шістку від Албанії та одну четвірку від Азербайджану. Традиційно усі країни отримали бонус від ведучих — 12 балів.